# Villány (vignoble)
Villány est une région viticole hongroise située dans le comitat de Baranya. 